# Тюренн Д’Энак, Анри Амеде Меркюр де
Граф Анри Амеде Меркюр де Тюренн, маркиз Д’Энак (фр. Henri-Amédée-Mercure de Turenne d'Aynac; 23 сентября 1776, По — 16 марта 1852, Париж) — французский военный и государственный деятель, бригадный генерал (1815), пэр Франции (депутат верхней палаты парламента; 1815 и с 1831), адъютант, камергер и распорядитель гардероба (мэтр-де-гардероб) императора Наполеона, почти безотлучно сопровождавший его во всех кампаниях 1806—14 и 1815 годов.

## Биография
Родился в 1776 году в городе По. Выходец из старинной лангедокской аристократии. Родители мальчика желали, чтобы их сын стал мальтийским рыцарем, и в трёхлетнем возрасте записали его орденским послушником. Став совершеннолетним, Тюренн должен был принести рыцарские обеты, включая обет безбрачия.
Возможно, именно нежелание юноши приносить их заставило его лояльно отнестись к событиям французской революции. Он отказался эмигрировать и попытался поступить на военную службу в новую революционную армию, однако в годы якобинского террора был арестован, содержался в тюрьме в Лионе и был освобождён только после смерти Робеспьера. После этого он поступил в армию, сражался в Пирененях против испанцев, но уже в 1794 году был уволен из армии общим указом об увольнении в отставку всех дворян. После этого, вплоть до провозглашения Первой империи, Тюренн жил во Франции, как частное лицо. После захвата генералом Бонапартом Мальты по пути в Египет, 23-летний Тюренн поспешил официально объявить о том, что больше не считает себя связанным с мальтийскими рыцарями, после чего женился (1799).
Приветствовал провозглашение Первой империи. Наполеон, который ценил лояльность представителей старой аристократии, и нуждался в том, чтобы придать блеск и правильность своему новому императорскому двору, вернул Тюренна на службу и сделал своим адъютантом. Супруга Тюренна стала фрейлиной императрицы Жозефины — супруги Наполеона.
В качестве адъютанта Наполеона Тюренн участвовал в боевых действиях в 1806—07 годах (Йена, Прейсиш-Эйлау, Фридланд), с риском для жизни доставлял приказы Наполеона в воинские части на поле боя. Кавалер ордена Почётного легиона (1807).
Продолжал находиться рядом с Наполеоном в последующих походах: в Испанию (1808), Австрию (1809) и в Россию (1812). За отличия в битве при Ваграме был пожалован в камергеры императора. Шеф эскадрона (воинское звание). Во время похода Наполеона в Россию носил придворное звание распорядитель гардероба императора (мэтр-де-гардероб), сопряжённое с соответствующей должностью. За свои действия в России был произведён в полковники.
Сопровождал Наполеона в ходе кампаний 1813 и 1814 годов. Граф империи (ноябрь 1813). Присутствовал в Фонтенбло во время отречения Наполеона, но не получил разрешения сопровождать его на остров Эльба.
Людовик XVIII назначил Тюренна лейтенантом роты Королевских мушкетёров, но тот отказался занять этот пост.
Во время Ста дней примкнул к Наполеону. Пэр Франции, бригадный генерал; принимал участие в битве при Ватерлоо. После Второй реставрации выехал за границу, но уже в 1816 году получил разрешение вернуться и даже был утверждён в чине лагерного маршала (сопоставим с чином бригадного генерала).
Поддержал Июльскую революцию, пэр Франции (вторично).
В 1838 году купил готическое аббатство Вальмань, которым до сих пор владеют его потомки.
Скончался в 1852 году в Париже и был похоронен на кладбище Пер-Лашез.